# Histoire de l'optique

La connaissance progressive des caractéristiques du spectre lumineux, avec les raies de Fraunhofer, marque la transition d'une optique géométrique, vers une optique en lien avec la matière, l'atome et l'univers

L'histoire de l'optique est une partie de l'histoire des sciences. Le terme optique vient du grec ancien τα ὀπτικά. C'est à l'origine, la science de tout ce qui est relatif à l'œil. Les Grecs distinguent l'optique de la dioptrique et de la catoptrique. Nous appellerions probablement la première science de la vision, la seconde science des lentilles et la troisième science des miroirs. 
Les grands noms de l'optique grecque sont Euclide, Héron d'Alexandrie et Ptolémée.
Depuis l'Antiquité, l'optique a connu de nombreux développements. Le sens même du mot a varié et, de l'étude de la vision, elle est passée en plusieurs étapes à celui de l'étude de la lumière, avant d'être incorporée récemment dans un corpus plus large de la physique.
Les premiers travaux d'optique pratique visent la mise au point de lentilles et remontent aux anciens Égyptiens et Babyloniens.
Au Moyen Âge, dans les sociétés arabo-musulmanes, apparait une nouvelle conception : le rayon lumineux est indépendant de l'œil humain. Y contribue notamment le savant arabe Ibn al-Haytham, ou Alhazen.
Les problèmes relevant de la perception visuelle n'ont été écartés du champ d'étude de l'optique qu'à la fin de la Renaissance, les précurseurs que sont Kepler et Descartes mêlant encore les deux notions.
Durant la Renaissance, le développement de divers instruments d'optique (lunette astronomique, télescope, microscope) est à la base de révolutions scientifiques. Ainsi, la confirmation de la théorie de Copernic par des observations à travers la lunette de Galilée, ou la découverte des animalcules grâce au microscope du Hollandais Antoni van Leeuwenhoek.
Christian Huygens et surtout Isaac Newton ont apporté à l'optique des éclaircissements théoriques.
Les anciens Chinois et Indiens étudient aussi l'optique. À la différence des savants grecs et arabes, leurs connaissances influencent peu le spectaculaire développement de cette science qui s'effectue en Europe de la Renaissance au début du XXe siècle.
Aujourd'hui les développements en optique, comme dans d'autres sciences, sont mondialisés (voir Histoire des sciences et techniques en Chine et history of Indian science and technology (en)). L'optique reste au cœur de la physique, avec les questions liées à la physique du rayonnement[C'est-à-dire ?].

## Antiquité

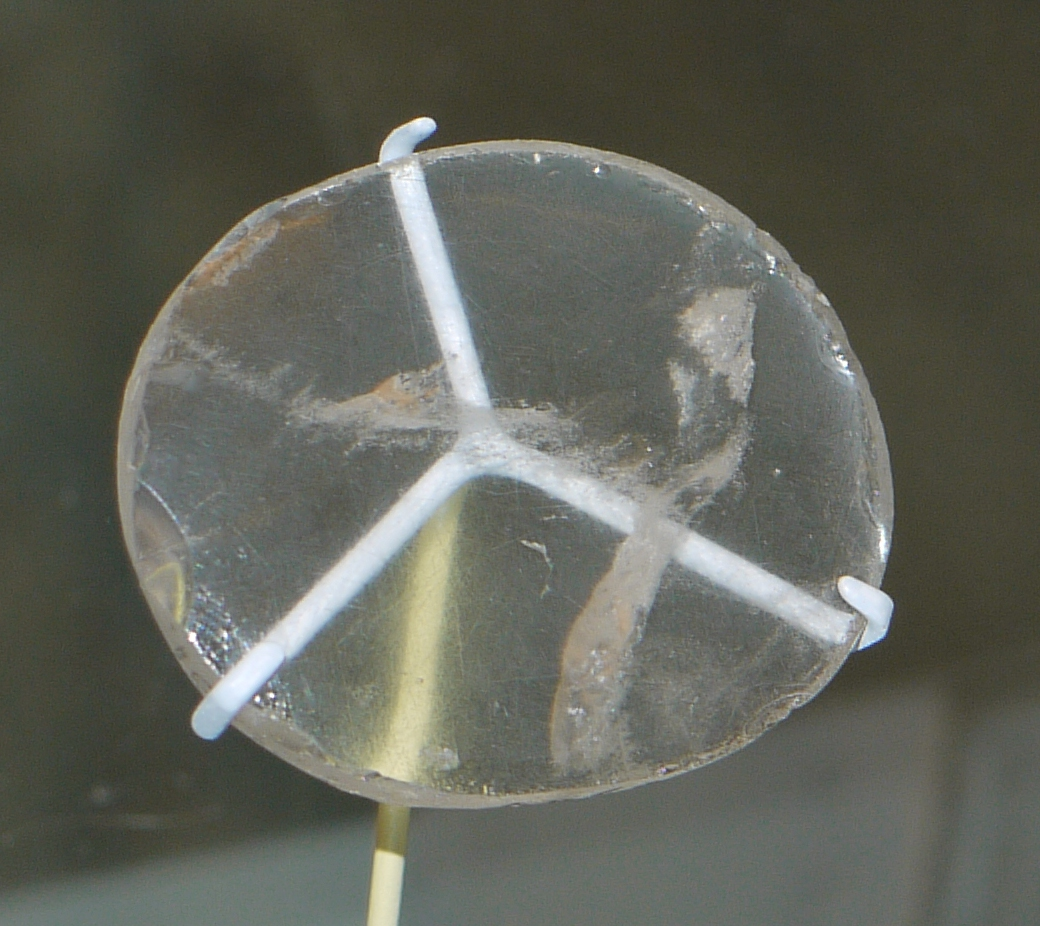
la lentille Nimrud Assyrie - diam 38 mm - vers 750 av. J.-C. - (British museum)

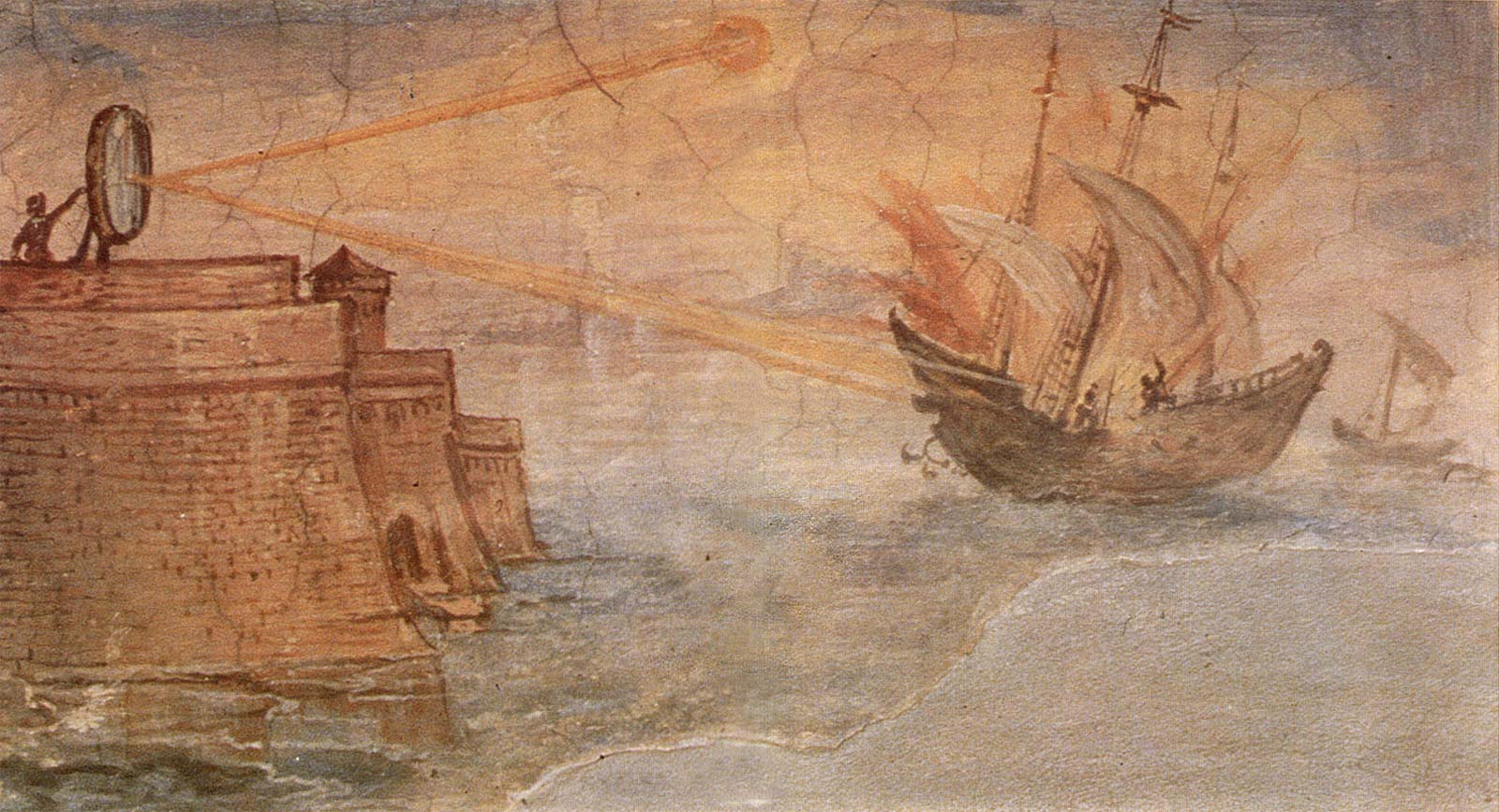
défense de Syracuse par Archimède. (Giulio Parigi - Italie vers 1600)

Les premières lentilles optiques furent fabriquées sous l'empire assyrien et sont antérieures à -700 : il s'agissait de cristaux polis. La plupart du temps de quartz - voir photo ci-contre.
Des lentilles similaires furent fabriquées par les anciens Égyptiens, les Grecs et les Babyloniens.
Les Romains et les Grecs remplissaient des sphères de verre avec de l'eau pour en faire des lentilles (verre ardent) destinées à allumer le feu. 
L'usage de prisme devait sans-doute être connu.
L'usage des lunettes pour améliorer la vision ne semble pas avoir été beaucoup pratiqué avant le Moyen Âge.
Pour un article plus général, voir sciences grecques.
Les premières théories en matière d'optique apparurent en Grèce.
- Euclide, au IIIe siècle av. J.-C. est l'auteur d'une théorie d'optique géométrique, les Catoptrica (Théorie des miroirs), qui voit apparaître la notion de rayon lumineux.
- À la même époque, Archimède a très certainement travaillé dans ce domaine, même si la réalité historique de ses célèbres miroirs embrasant les vaisseaux ennemis est plus douteuse.
- Héron d'Alexandrie, au Ier siècle de notre ère, écrit également des Catoptrica.
- Au siècle suivant, Ptolémée rédige une Optique[2]. Il y traite des propriétés de la lumière, notamment de la réflexion, de la réfraction, et singulièrement de la réfraction atmosphérique, ainsi que de la couleur. Ses travaux sur la réflexion portent tant sur les miroirs plans que sur les miroirs sphériques. En ce qui concerne la réfraction, s'il ne parvient pas à en définir la loi fondamentale, il montre que l'angle de réfraction croît à mesure que croît l'angle d'incidence et il établit des tables pour l'air et l'eau[3].

Au sujet de la vision, les anciens étaient partagés en plusieurs camps. 
- Les « intramissionnistes », tels Épicure pensent que les objets envoient des émanations (simulacres - εἴδωλα) qui parviennent aux yeux de l'observateur. Parmi eux, les atomistes considéraient que ces émanations étaient des atomes ténus.
- À l'inverse, les « extramissionnistes » estiment que les yeux projettent un flux qui permet la perception de l'objet par une sorte de contact, à l'instar du toucher.
- Pour d'autres savants antiques, sorte de compromis entre ces deux positions extrêmes, la vision résulte d'une interaction entre émanations des objets et flux visuel. C'est déjà l'opinion d'Empédocle au Ve siècle av. J.-C. Pour Ptolémée, par exemple, la vision résulte d'une interaction entre le flux visuel issu des yeux (visus en latin) et les émanations caractérisant compacité lumineuse et couleur. S'il ne recèle pas par lui-même de luminosité, l'objet doit être éclairé, stimulé en quelque sorte, pour que l'interaction se produise[4]. L'Optique de Ptolémée ne nous est malheureusement pas parfaitement connue, car elle ne nous est parvenue que par l'intermédiaire d'une traduction latine[5], elle-même issue d'une traduction arabe assez imparfaite et incomplète[6] : le livre I, qui contient la théorie de la vision, est perdu. Son propos est cependant connu par un bref résumé au début du livre II et les grandes lignes de sa théorie de la vision peuvent aussi se déduire d'indications éparses dans le texte[7]. Au côté de Ptolémée, c'est-à-dire au nombre de ceux qui tentent une synthèse des deux courants anciens, il faut également ranger le médecin gréco-romain Galien qui fonde son opinion de l'observation anatomique de l'œil. Pour lui le corps émet un flux visuel qui interfère avec l'image de l'objet pour produire la sensation de vision. Ce flux part du nerf optique et se divise en de multiples ramifications à la manière d'un petit filet (retina). La fusion des deux flux s'effectue dans le cristallin.

## 700 à 1100 (Période musulmane et viking)

### Période musulmane

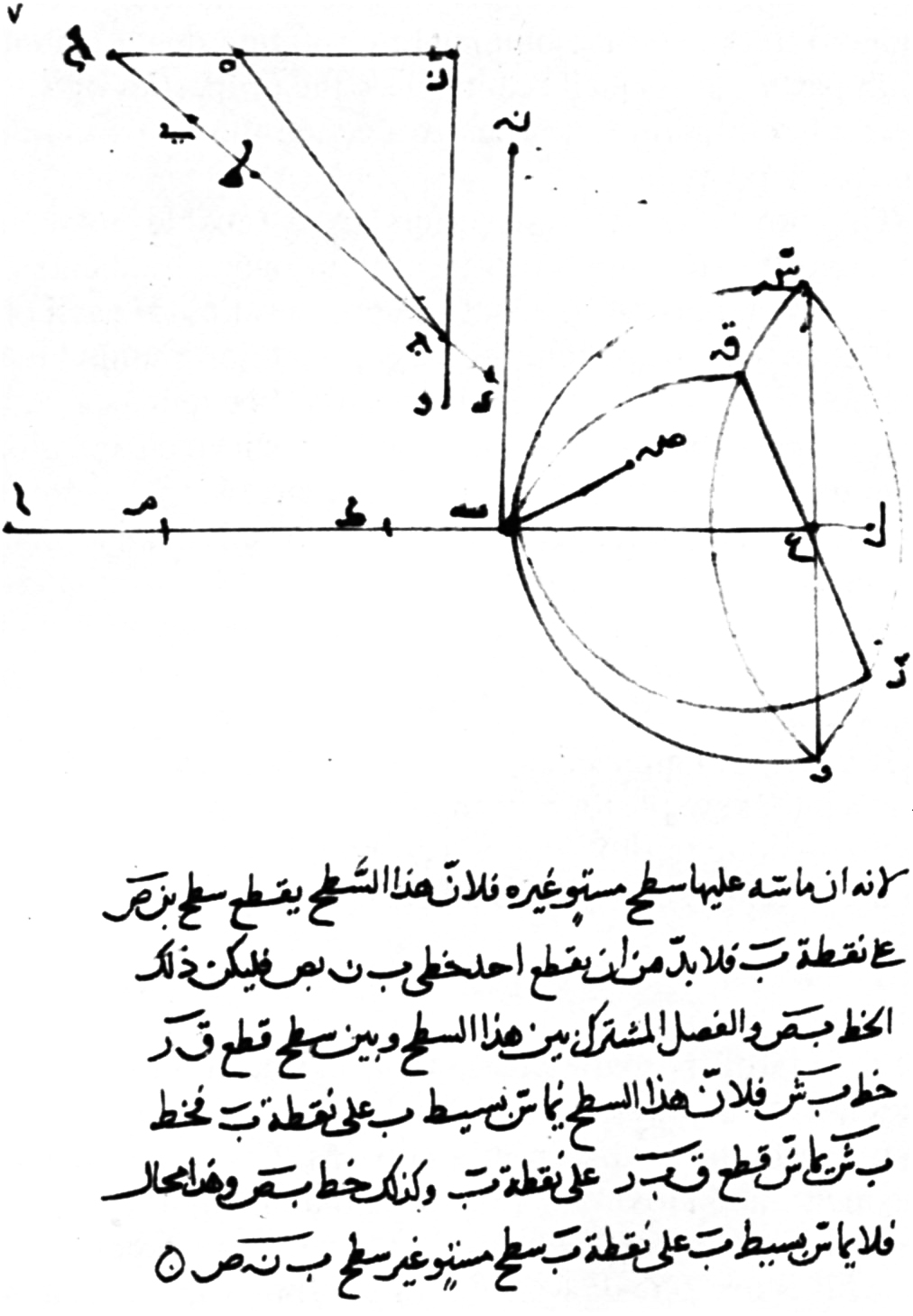
Ibn Sahl : loi de la réfraction : avec les triangles rectangles, le rapport des deux hypoténuses est constant.

Les premiers travaux d'importances furent ceux d'Al-Kindi (vers 801–873) : dans De radiis stellarum (traduction latine), il développe la théorie que « toute chose dans le monde […] émet des rayons dans toutes les directions, ce qui remplit le monde entier. »
Puis Ibn Sahl (vers 940-1000), mathématicien persan à la cour de Bagdad, écrit un traité vers 984 sur les miroirs ardents et les lentilles dans lequel il expose comment les miroirs courbes et les lentilles peuvent focaliser la lumière en un point. On y trouve la première mention de la loi de la réfraction redécouverte plus tard en Europe sous le nom de loi de Snell-Descartes. Il utilisa cette loi pour établir la forme de lentilles et miroirs capables de focaliser la lumière sur un point de l'axe de symétrie.
Mais, dans ce domaine de l'optique, le plus influent des savants arabes est Ibn al-Haytham, plus connu en Occident sous son surnom d'Alhazen. Il prend pour base les théories antiques, mais parvient à les soumettre à l'arbitrage de la réalité par de nombreuses expériences, souvent très simples mais très ingénieuses, qui lui permettent d'étayer son argumentation. Il conclut en particulier, et pour la première fois sur des bases à peu près bien fondées, qu'il convient de concevoir l'œil comme un récepteur et non un émetteur. Il revient sur le rôle du cristallin, assimile l'œil à une chambre noire, étudie la vision binoculaire, etc. Son œuvre majeure Kitâb fi'l Manazîr (Traité d'optique 1015 - 1021), traduite en latin par Vitellion constitue la base de l'optique occidentale pendant le bas Moyen Âge et la Renaissance.
Kamāl al-Dīn al-Fārisī, découvre les phénomènes de l'arc en ciel et de la couleur dans sa révision de l'optique[Quoi ?] et fait une hypothèse sur le phénomène de diffraction et la théorie ondulatoire de la lumière[réf. incomplète].
- Développement de la théorie et de l'observation (voir maison de la sagesse).
- L'instrumentation et la technique se développe : amélioration des lentilles, lunettes, observatoires astronomiques.
- Première mention de la loi de la réfraction (sans suite).

### Vikings

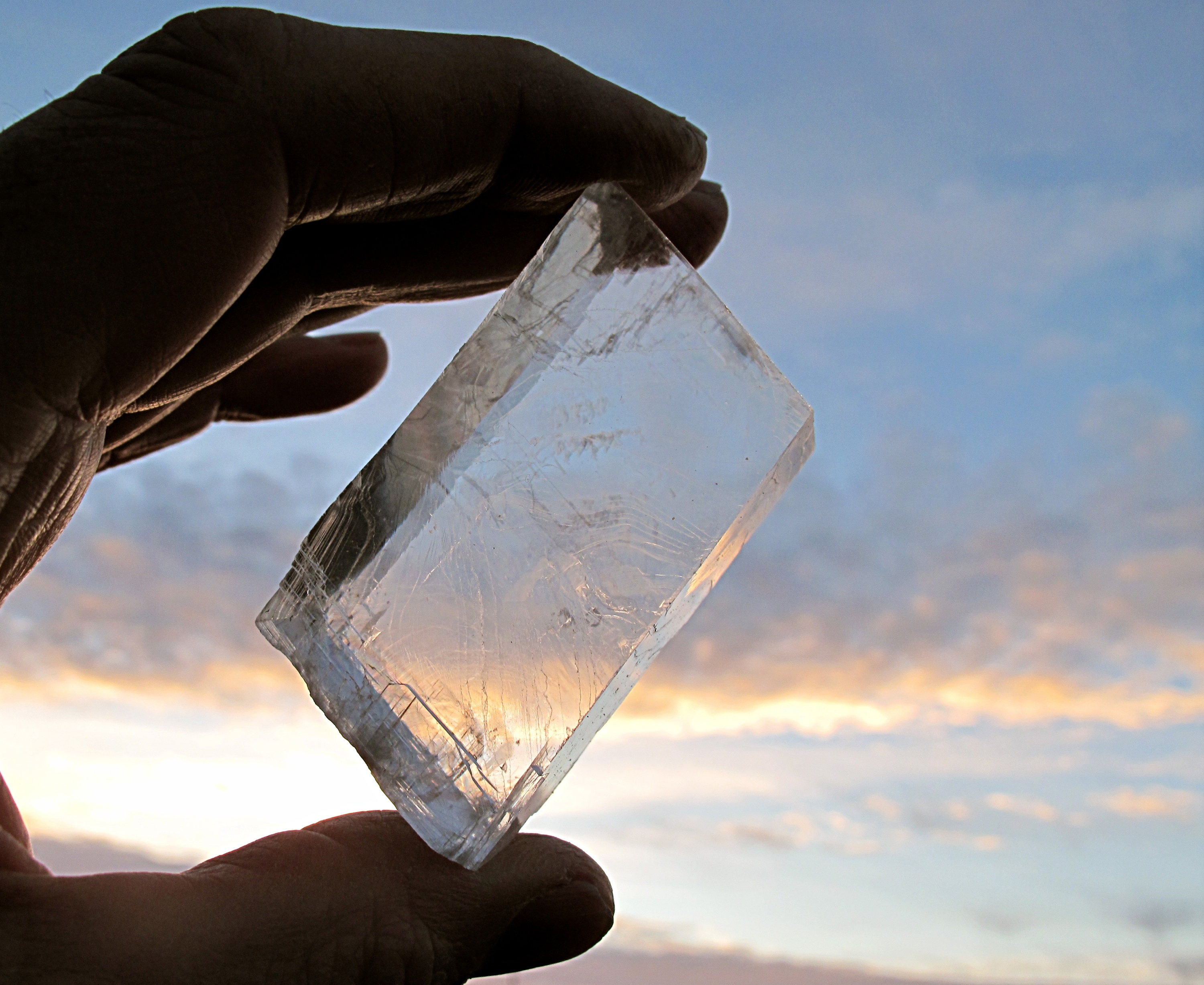
spath d'Islande

Entre le VIIIe et le XIe siècle, les Vikings entreprirent de longs voyages sur les mers, alors que peu de choses sont connues sur leurs méthodes de navigation à une époque où la boussole n'avait pas encore été introduite en Europe. L'hypothèse selon laquelle ils auraient pu utiliser une pierre de soleil pour s'orienter en exploitant la polarisation de la lumière du soleil fut formulée à la fin des années 1960 par l'archéologue danois Thorkild Ramskou (da). Malgré l'absence de toute preuve de l'utilisation d'une telle pierre, cette hypothèse fut dans l'ensemble considérée favorablement par la communauté scientifique et souvent relayée dans la presse et les œuvres de fiction. Elle a fait l'objet de nombreuses publications portant sur son évocation dans la littérature, la nature précise de cette « pierre » et les techniques possibles de navigation par polarimétrie.

## Bas Moyen Âge et Renaissance

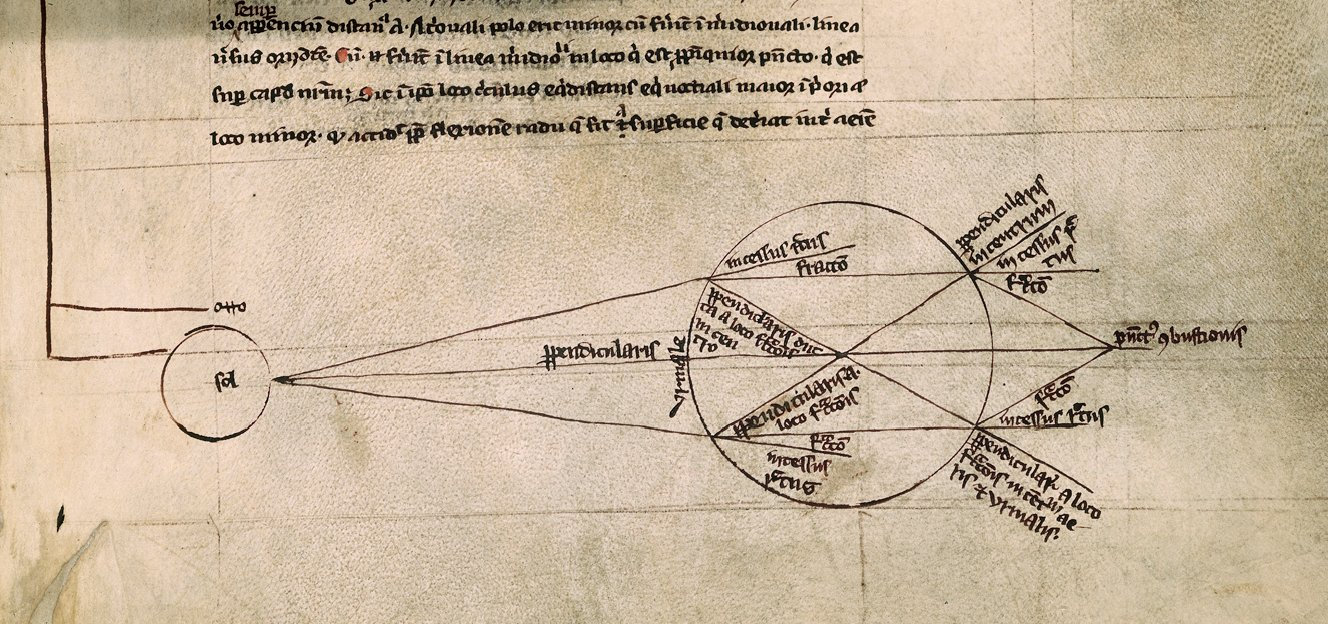
Réfraction de la lumière par un verre sphérique (Roger Bacon)

- Redécouverte des travaux antiques et arabes (Vitellion) - Progrès de l'optique géométrique - naissance de la théorie de la perspective (voir article perspective conique)
- Intérêt accru pour la connaissance de l'œil en tant qu'organe de la vision
- Dès le XIVe siècle, l'érudit Thierry de Freiberg († 1311) avait décrit la dispersion de la lumière par un dioptre épais (en l'occurrence des urinaux) et s'était efforcé d'expliquer sur cette base le phénomène de l'arc-en-ciel[11].

Avec le succès de La Magie naturelle (1558) de della Porta, les dioptres en verre devinrent des curiosités qu'on pouvait se procurer lors des foires.

## XVIIesiècle

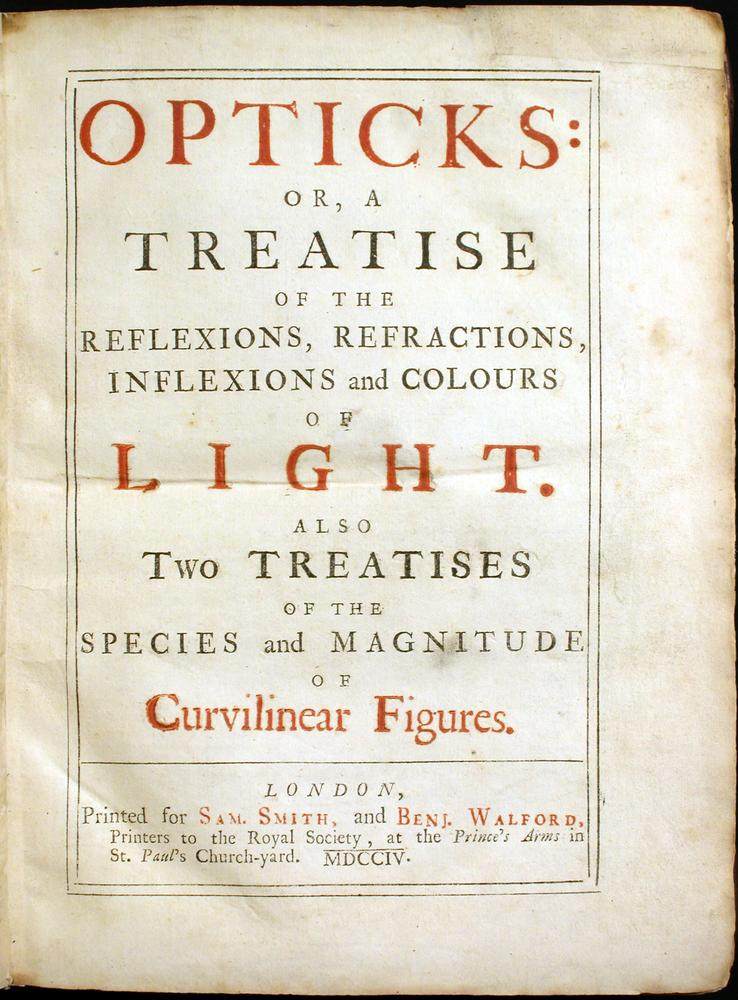
Œuvre fondatrice de Newton, Opticks est publié en 1704.

C'est avec Christian Huygens et surtout Isaac Newton que l'optique connaît des développements théoriques importants : Newton à l'aide de prismes et de lentilles montre que la lumière blanche peut être non seulement dispersée jusqu'à être décomposée en plusieurs lumières de différentes couleurs, mais même recomposée (cercle chromatique de Newton - voir aussi spectre lumineux). Il produit la première théorie solide de la couleur et met également en évidence les phénomènes d'interférence (anneaux de Newton). Ses travaux le conduisent à supposer une nature corpusculaire à la lumière. Vers la même époque, Huygens développe les idées de Descartes et postule au contraire la nature ondulatoire du phénomène (voir principe de Huygens), initiant ainsi l'optique ondulatoire.
En 1672, Newton : « au commencement de 1666, je me procurai un prisme de verre triangulaire pour faire l'expérience du célèbre phénomène des couleurs […] Il me fut agréable de contempler les couleurs vives et intenses ainsi produites ». Newton publia dans son traité intitulé Opticks ses résultats sur la dispersion de la lumière. Il indiqua d'abord comment la lumière blanche peut être décomposée en composantes monochromes avec un prisme ; puis il prouva que ce n'est pas le prisme qui émet ou produit les couleurs, mais que ce dioptre ne fait que séparer les constituants de la lumière blanche.
En 1603, la fluorescence était déjà connue (
Aux environs de l'an 1000 existait chez l'empereur de Chine, un tableau magique sur lequel un bœuf apparaissait chaque soir. Ce fut le premier exemple, dans l'histoire, d'un matériau fabriqué par l'Homme, capable d'émettre de la lumière luminescente.[réf. nécessaire] Ce procédé fut retrouvé par hasard par le bottier et alchimiste bolonais Vincenzo Cascariolo (1571-1624) en 1603)
- 1601 : lois de la réfraction ou lois de Snell- Descartes : Thomas Harriot est crédité d'avoir dressé des tables via la loi des sinus.
- 1606 : explication de la formation de l'arc-en-ciel (Thomas Harriot)
- 21 août 1609, première lunette astronomique (Galilée)[16].
- 1621 : lois de la réfraction ou lois de Snell-Descartes : Snell développe ses travaux, en même temps qu'il publie sa table des sinus.
- en 1637, lois de la réfraction ou Lois de Snell- Descartes : loi dans son traité de Dioptrique (en annexe du Discours de la Méthode) (Descartes publiera)
- modèles ondulatoires proposés par René Descartes (1637)[17], Robert Hooke (1665)[18] et Christian Huygens (1678)[19],
- En 1657, principe de Fermat aussi décrit dans son mémoire, Synthèse pour les réfractions en 1662. (Pierre de Fermat)

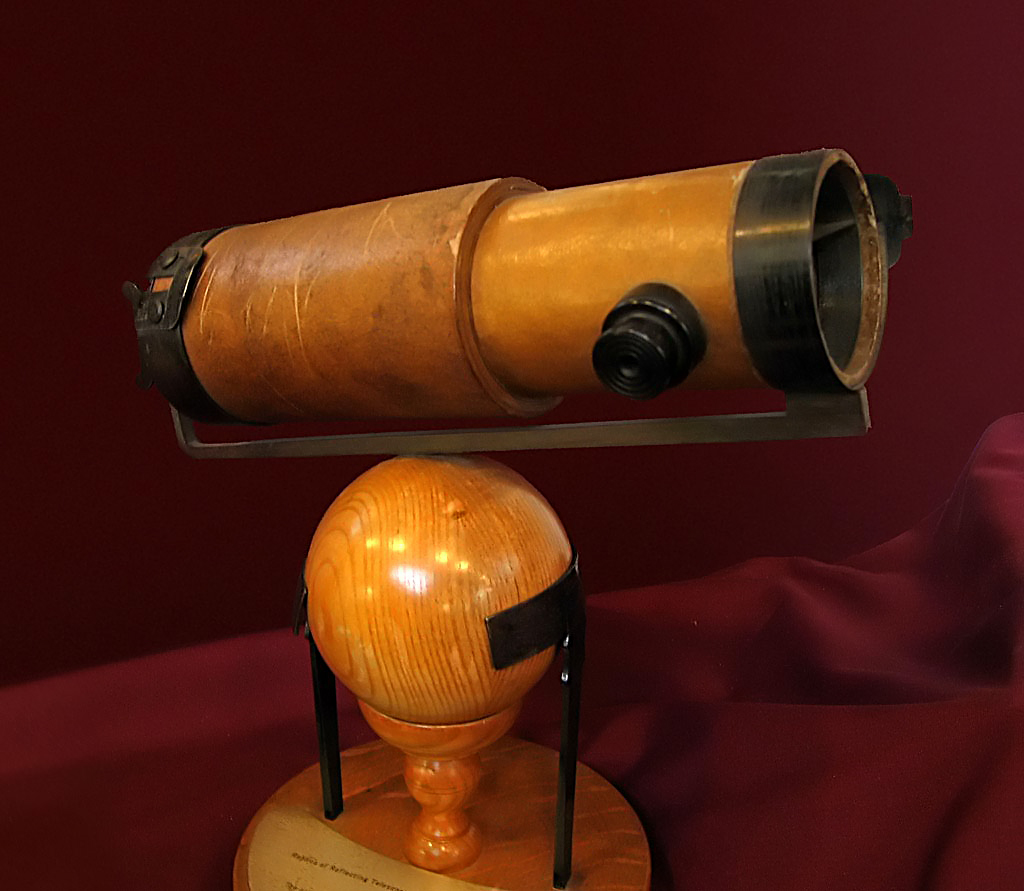
Copie du télescope de 6 pouces d'Isaac Newton (1672).

- En 1663, formule du télescope avec un grandissement dû au secondaire James Gregory.
- 1664 : anneaux de Newton; description par Robert Hooke[20]
- 1670 : biréfringence : découverte du spath d'Islande par Rasmus Bartholin
- En 1671, Premier télescope Isaac Newton (la lumière réfléchie par le miroir primaire concave = pas d'aberration due à la lentille).

- Le 7 décembre 1676 est publiée[21] une estimation de la vitesse de la lumière exprimée en distance astronomique, calculée à partir des retards et avances de mouvements astronomiques (Ole Christensen Romer)
- 1690 : biréfringence : théorie par Christian Huyghens.

### Non daté
- Meilleure compréhension du fonctionnement de l'œil (Kepler)
- développement de l'optique géométrique
- Nature ondulatoire de la lumière : principe de Huygens,
- Naissance de la théorie de la couleur (Cercle chromatique de Newton)
- Nature corpusculaire de la lumière : (Isaac Newton)
- diffraction
- Progrès techniques : lunette astronomique (Galilée), microscope (Leeuwenhoek), télescope (Newton)

- 1717: anneaux de Newton; analyse du phénomène par Isaac.

## XVIIIesiècle

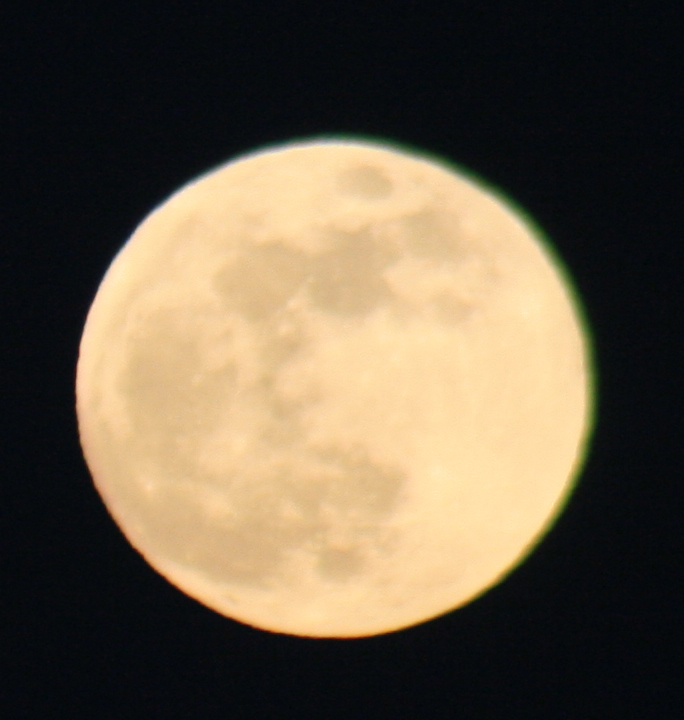
Aberrations chromatiques rouge/bleu

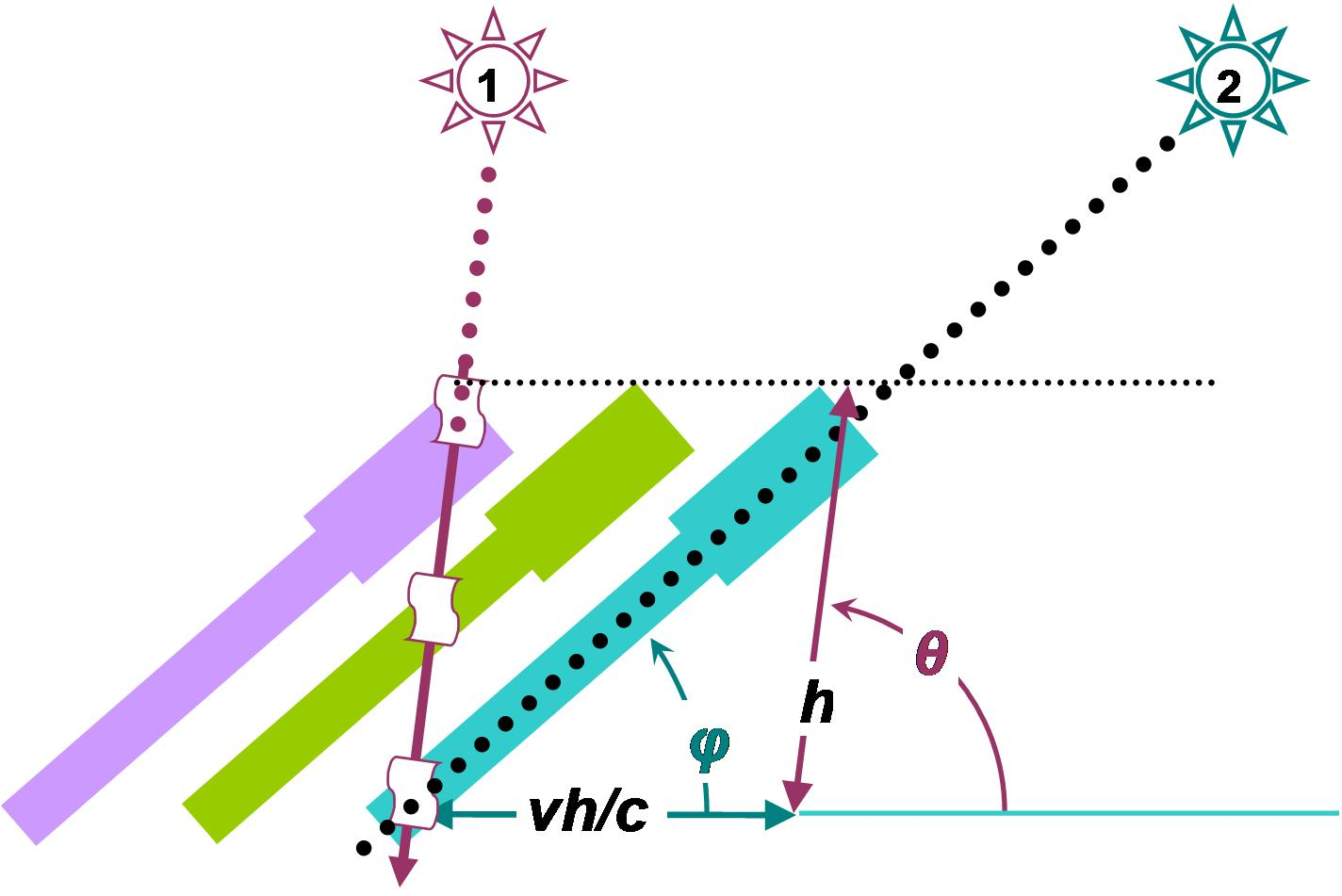
lumière semblant provenir d'ailleurs pour un télescope en mouvement

- Radiométrie (Bouguer - Notion de luminance)
- Loi de Lambert
- aberrations optiques (Euler)
- En 1725, aberration de la lumière (la direction apparente d'une source lumineuse dépend de la vitesse de celui qui l'observe) James Bradley (première confirmation scientifique de la rotation de la Terre autour du Soleil).
- Découverte de l'infrarouge - (Herschel 1800[22])

## XIXesiècle
Au XIXe siècle, Thomas Young à l'aide de ses nouvelles expériences d'interférence et à la suite de la découverte du phénomène de polarisation repose la question de la nature de la lumière. Mis au courant, Augustin Fresnel reprend et perfectionne la théorie de Huyghens, et peut rendre compte de la totalité des phénomènes optiques connus. La théorie de Newton est abandonnée et la lumière est conçue comme une vibration d'un milieu très ténu dans lequel baigne l'espace : l'éther. Les découvertes de Hertz et les illustres travaux de Maxwell permettent vers la fin du siècle d'unifier optique et électricité dans un corpus plus large, celui de l'onde électromagnétique :
- le domaine optique du spectre lumineux n'est en fait qu'une petite partie du spectre électromagnétique
- l'onde lumineuse devient porteuse de l'interaction électrique et magnétique, l'optique devient vectorielle; le phénomène de propagation est décrit par la variation d'un champ de vecteurs.

### Première moitié (1801-1850)

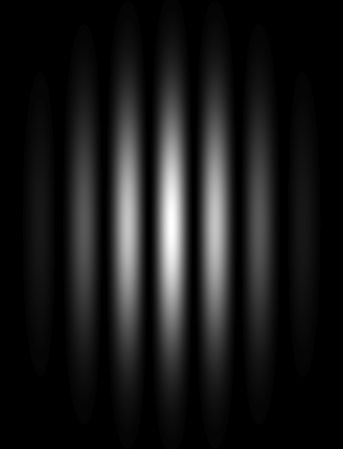
Fentes de Young.

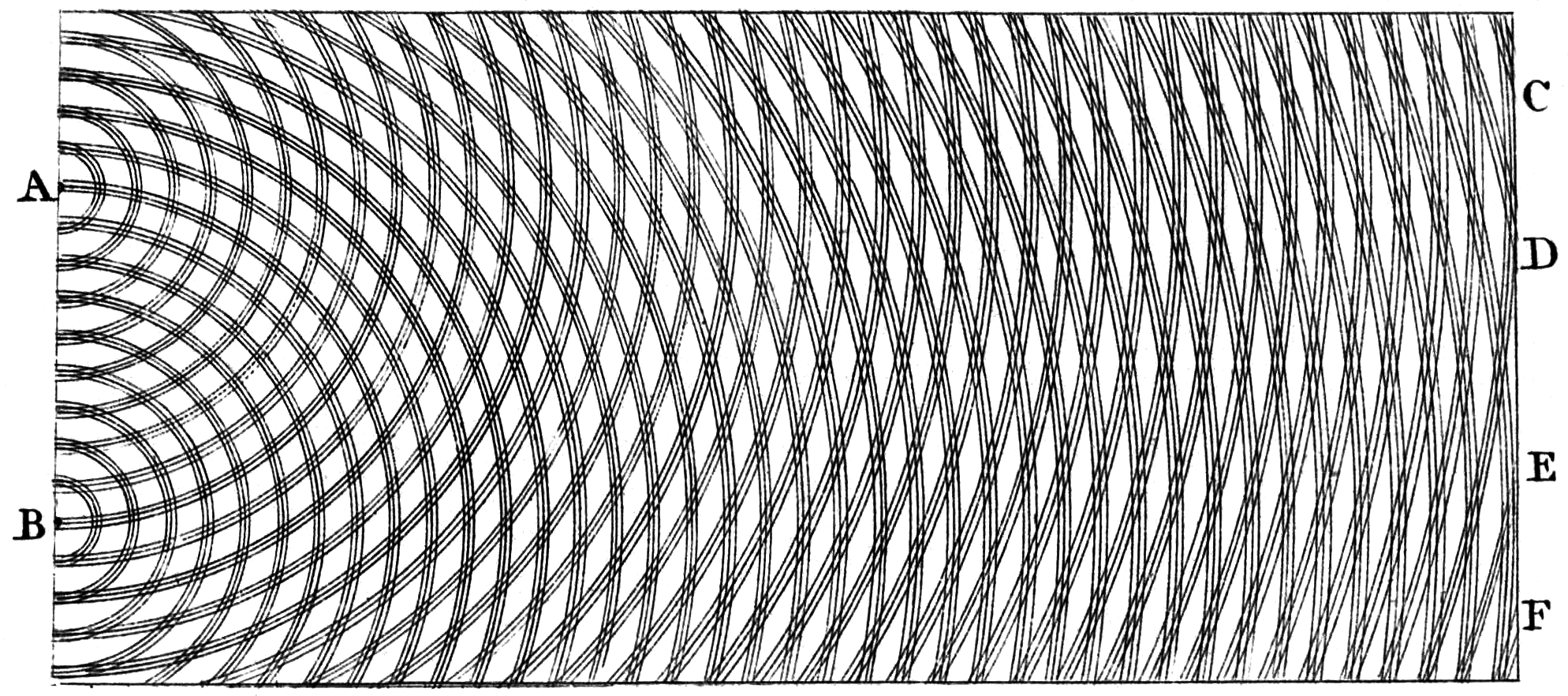
1803, Young

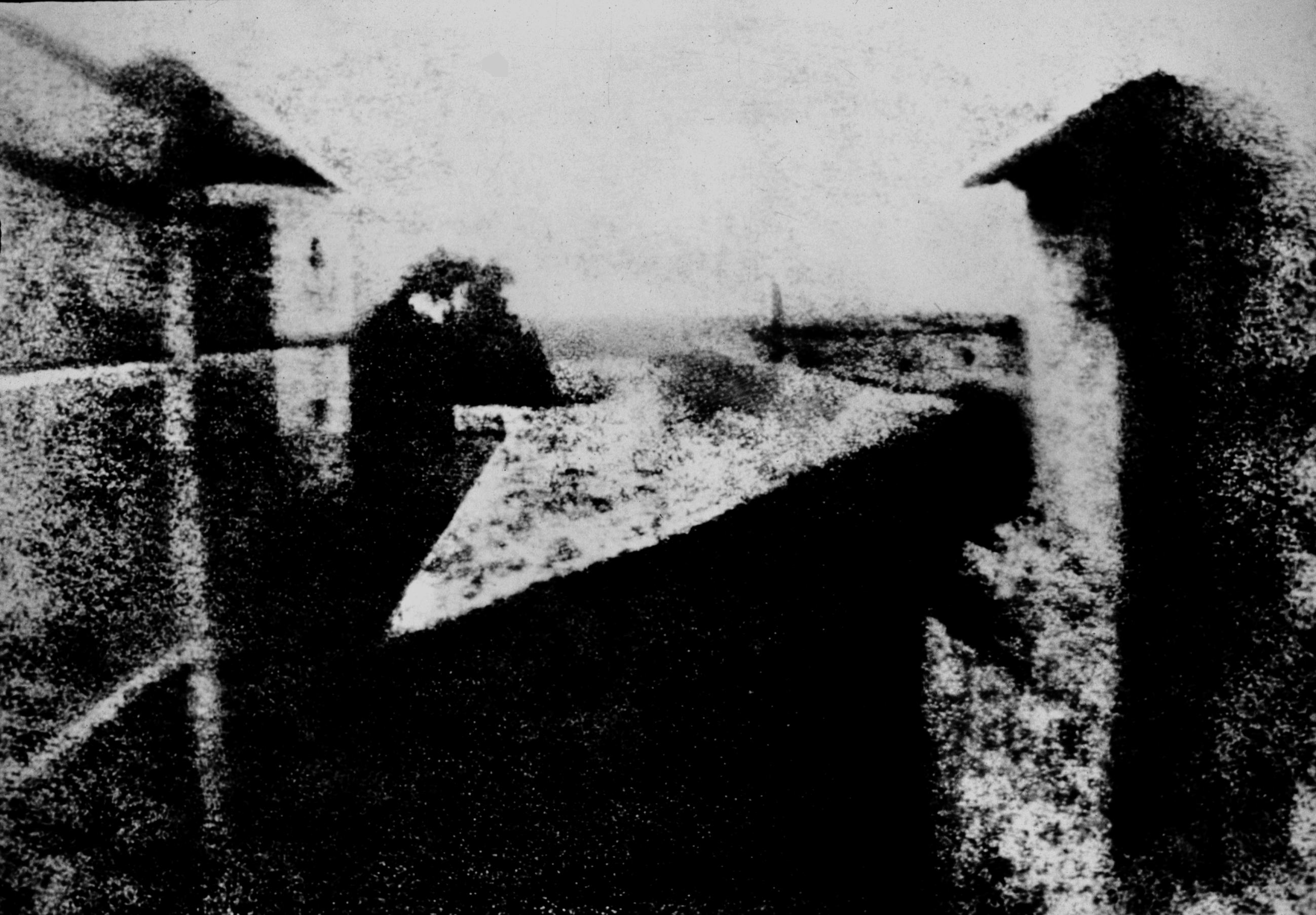
1826, Première photographie

- Découverte de l'infrarouge - (Herschel 1800[22]) - et de l'ultraviolet - (Johann Wilhelm Ritter 1801)
- Théorie de la diffraction - fentes de Young (1801), interférence (Fraunhofer, Airy, Rayleigh)
- 1801, description de l'astigmatisme (Thomas Young)[23]
- 1802: Calcul de la longueur d'onde de la lumière Thomas Young: 582 nm pour le jaune[24]
- (Date inconnue) Calcul de la longueur d'onde de la lumière Thomas Young: le rouge (0,7 micromètre) et le violet (0,42 micromètre).
- optique ondulatoire (Thomas Young, Augustin Fresnel) (À partir des alentours de l'an XII (1802/1803), Aspects vibratoires et ondulatoires : Walaston, Huygens, Young[25])
- Polarisation - (Brewster, Malus 1808/1809)
- 1814, Fraunhofer : calcul des longueurs d’onde des raies sombres du spectre solaire, raies de Fraunhofer[26].
- En 1815, Jean-Baptiste Biot découvre une solution faisant tourner le plan de polarisation d'un faisceau de lumière polarisée dans le sens inverse des aiguilles d'une montre (effet magnéto-optique
- 1816 : calcul de la longueur d'onde de la lumière de 0,5176 µm[27] (confirmant les résultants de Young).
- 1819, découverte de l'effet Purkyně.
- Vers 1820, John Herschel et William H. F. Talbot observent au spectroscope différents sels chimiques couleur de flamme[28].
- Vers (1826 ou 1827), Joseph Nicéphore Niépce, fixe une image (de qualité moyenne) sur des plaques d'étain recouvertes de bitume de Judée: première photographie.
- En 1835, Charles Wheatstone identifie le lien entre des métaux et leurs raies claires du spectre d'émission de leurs étincelles, technique alternative au test de flamme des chimistes[29].
- 1839 : date conventionnelle de l'invention de la photographie; présentation par Arago à l'Académie des sciences de l'« invention » de Daguerre, le daguerréotype (appareil photographique)
- En 1839, Antoine Becquerel et son fils présentent pour la première fois un effet photoélectrique.
- Années 1840, Guidage de la lumière par réfraction, principe nécessaire à la fibre optique (Daniel Colladon et Jacques Babinet)[30]
- Effet Doppler-Fizeau (1842)[31]
- En 1845, découverte de l'effet magnéto-optique (effet Faraday) par Michael Faraday
- En 1848, découverte du lien entre activité optique et chiralité Louis Pasteur[32] (critère de Pasteur).
- Mesures de la vitesse de la lumière, expérience de Fizeau (1849), (Léon Foucault, Hippolyte Fizeau)
- Stigmatisme (Gauss) (voir aussi description de l'astigmatisme en 1801 par (Thomas Young)[23]

### Deuxième moitié (1851-1900)

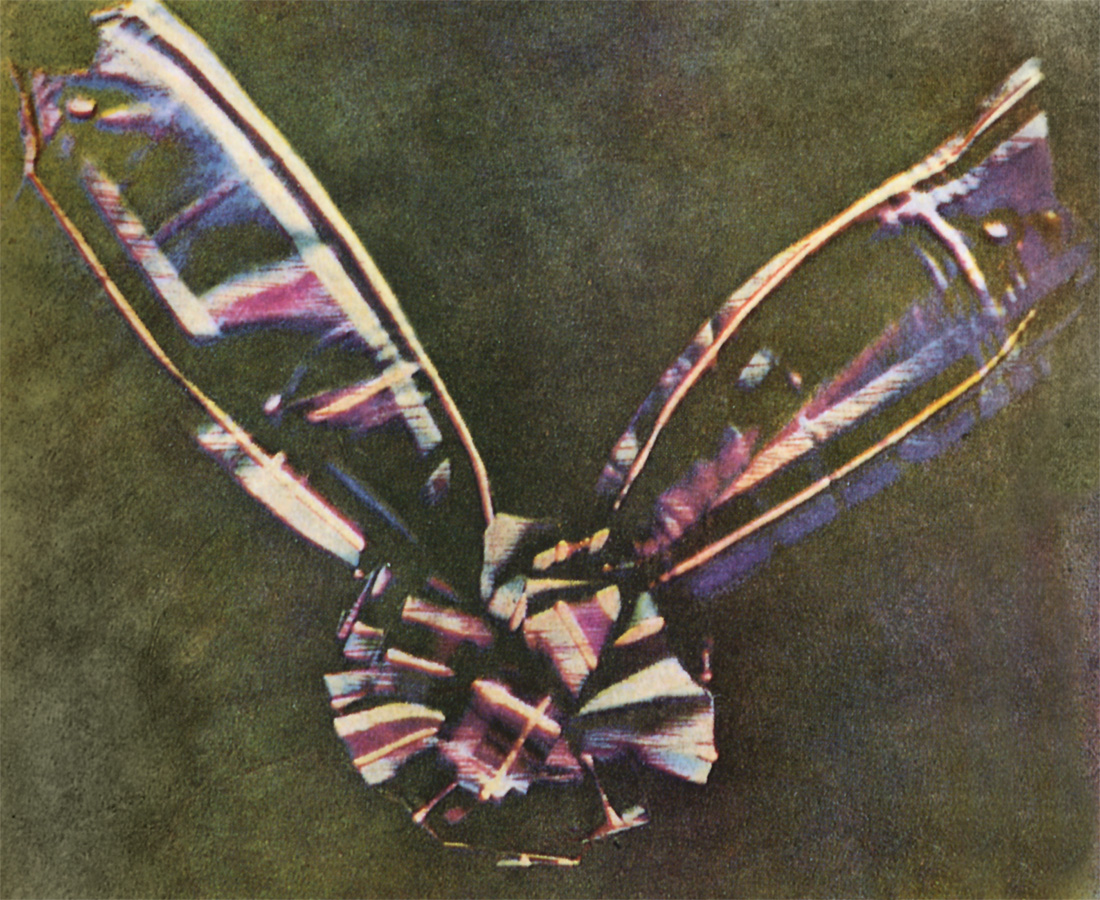
1861, première photographie couleur

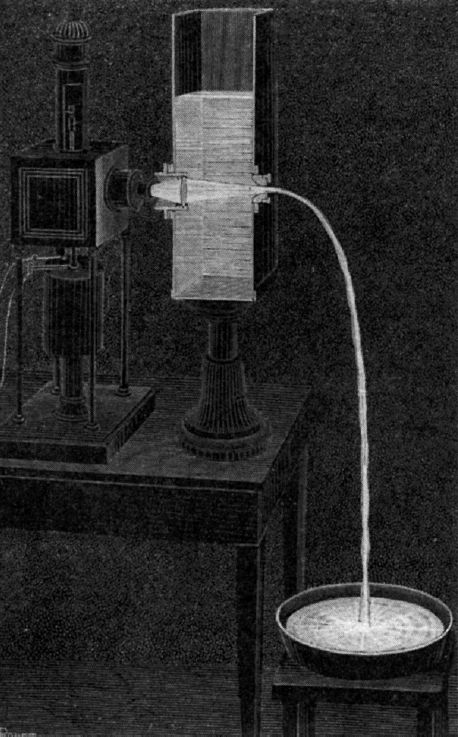
Illustration, 1884

- Dans les années 1860 et 1870, la lumière contient un champ magnétique (théorie du rayonnement électromagnétique) par James Clerk Maxwell
- 1860 : trichromie et tétrachromie de l’œil[33].
- 1861 : photographie trichromique
- En 1862, Kirchhoff imagine le corps noir. médaille Rumford pour l'existence de raies lumineuses fixes dans le spectre du rayonnement solaire (spectre de la « lumière naturelle »), et pour avoir mis en évidence une inversion des raies lumineuses dans la lumière artificielle.
- 1869 rayons cathodiques découverts par Hittorf
- En 1874, Jacobus Henricus van 't Hoff et Joseph Achille Le Bel la propriété de déviation d'un rayon de lumière polarisée rectilignement (activité optique) en fonction de l'arrangement spatial des différents substituants d'un carbone tétraédrique.
- En 1875, découverte de l'effet Kerr (phénomène de biréfringence par un champ électrique extérieur), par le physicien écossais John Kerr.
- 1885, Johann Balmer série spectrale.
- Dès 1886, on parle de la constante de Verdet[34].
- 1887, découverte de l'effet photoélectrique (Hertz)
- 1887, production de bande interdite (Lord Rayleigh) (cf Cristal photonique)
- 1888 (novembre), formule de Rydberg
- En 1893, effet Pockels (biréfringence dans un milieu créée par un champ électrique) (Friedrich Carl Alwin Pockels)
- Wilhelm Röntgen 8 novembre 1895, luminescence d'un écran de platinocyanure de baryum par rayons X
- 22 décembre 1895, première radiographie, pose de vingt minutes
- En 1896, découverte du dichroïsme circulaire ( absorption différente de la lumière selon sa polarisation) ( circulaire droite ou circulaire gauche.) Aimé Cotton
- En 1896, l'étude de matériaux phosphorescents conduit à la découverte de la radioactivité.
- En 1896, les raies spectrales d'une source de lumière soumise à un champ magnétique possèdent plusieurs composantes, avec leur polarisation propre ( « effet Zeeman »)
- 1900, découverte des rayons gamma Paul Villard

#### Non daté très précisément
- Trichromie (Helmholtz ; Maxwell)
- Théorie de l'onde électromagnétique - (Hertz, Maxwell, etc.)
- Aberration sphérique et coma des images (Ernst Abbe)
- Diffusion de la lumière (Rayleigh)
- Spectroscopie - réseaux de diffraction Joseph von Fraunhofer - Gustav Kirchhoff
- Prismes et miroirs semi-réfléchissants
- Prisme de Nicol 1828
- Débuts de la photogrammétrie

## XXesiècle

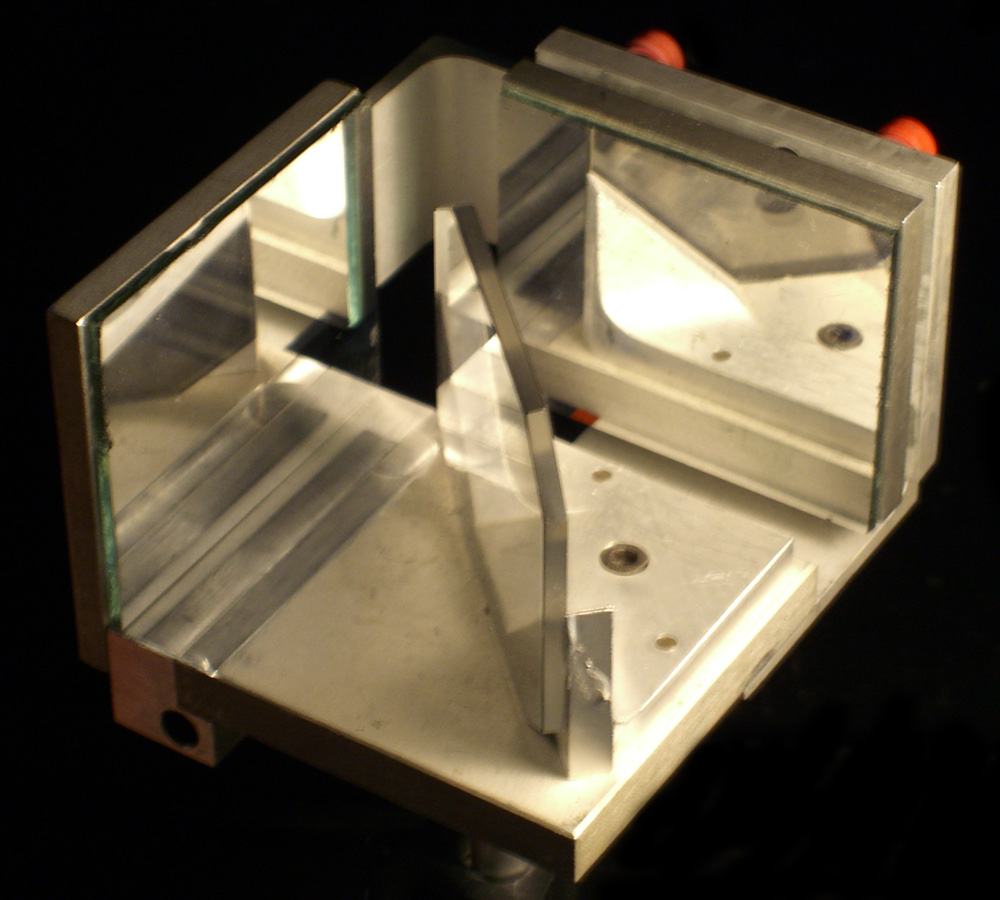
Un interféromètre de Michelson - Type d'appareil utilisé dans l'expérience de Michelson Morley, qui a montré que la vitesse de la lumière en provenance des étoiles ne dépendait pas de la vitesse absolue de la terre dans l'espace - L'interprétation de cette expérience par A. Einstein a donné naissance à la théorie de la relativité.

L'optique étant véritablement au cœur de la physique du XXe siècle, qui est pour une grande part une physique du rayonnement, ses plus grands noms en sont ceux des physiciens généraux : Albert Einstein, Max Planck, Louis de Broglie, Erwin Schrödinger, Werner Heisenberg, Paul Dirac, etc.

### Première moitié (1901-1950)
Le début du XXe siècle voit à nouveau une révolution dans la physique avec l'apparition presque simultanée de deux théories fondamentales : la mécanique quantique et la relativité. L'hypothèse des particules de lumière reprend une partie de son ancien lustre, et la nouvelle théorie admet le caractère à la fois ondulatoire et corpusculaire de la lumière. En revanche, on a moins besoin de l'éther dont l'existence est abandonnée. L'optique quantique, dont le laser est probablement la plus éminente application, voit le jour.
- 1902, effet Voigt (Woldemar Voigt)
- Vitesse de la lumière : Expérience de Michelson-Morley (entre 1881 (Michelson seul) et 1887 (ensemble)
- Effet photo-électrique, relation de Planck-Einstein
  - En 1900, le physicien allemand Planck émet l'hypothèse de la quantification de l'énergie.
  - En 1905, le physicien allemand Einstein reprend cette hypothèse pour interpréter l'effet photoélectrique encore inexpliqué à l'époque.
- Théories d'Albert Einstein de la relativité restreinte (1905) et de la relativité générale (entre 1907 et 1915.)
- En 1905, idée d'une quantification de l'énergie transportée par la lumière Albert Einstein
- En février 1910, premières photographies infrarouges publiées (The Century Magazine et édition d'octobre 1910 de la Royal Photographic Society Journal)[35],[36],[37]
- En 1913, l'effet Stark / Stark-Lo Surdo effect (Johannes Stark et Antonino Lo Surdo) permet d'expliquer l'élargissement des raies spectrales.
- En 1914, la diffusion inélastique de la lumière par les ondes acoustiques d'un milieu (diffusion Brillouin) a été prévue par Léon Brillouin[38],[39].
- En 1914, Rutherford et Edward Andrade[40] démontrent que les rayons gamma sont une forme de lumière.
- Effet Raman :
  - en 1922, Chandrashekhara Venkata Râman a publié son ouvrage sur la diffraction moléculaire de la lumière ;
  - 28 février 1928, découverte de l'effet Raman (C. V. Raman et K. S. Krishnan), et Grigory Landsberg et Leonid Mandelstam.
- En décembre 1924, notion théorique de spin (Pauli)[41]
- Mécanique quantique :
  - En 1925, publication des relations d'incertitude de Heisenberg.
  - En 1926, publication de l'équation de Schrödinger.
- En 1926, attribution du sens actuel au mot photon
- En 1926, vitesse de la lumière : Michelson opère avec une base de 35 km, l’intervalle de précision donné contient la valeur actuelle.
- 1927, tentative d'images de télévision à l'aide de fibres Baird et Hansell
- En 1927, Davisson et Germer (diffraction des électrons similaire à celle des photons, optique quantique, donnera la microscopie électronique.
- En 1927, Wolfgang Pauli a proposé la modélisation du spin en termes de matrices
- En 1928, à partir de l'équation de Klein-Gordon, Paul Dirac démontra qu'une particule ayant un spin non nul vérifie une équation relativiste, appelée aujourd'hui équation de Dirac.
- Les années trente sont liées aux premiers développements des images thermiques à la télévision.
- En 1929 et 1932 filtre polarisant[42], Edwin H. Land, cristaux microscopiques de sulfate d'iodoquinine (herapathite) incorporés dans un film transparent de polymère de nitrocellulose, feuille est dichroïque, filtre de lumière polarisée (polariseur de lumière), feuille J.
- En 1929, Dmitri Skobeltsyn observe le positron[43],[44] en utilisant une chambre à brouillard de Wilson[45] pour tenter de détecter un rayonnement gamma dans les rayons cosmiques, Skobeltsyn détecta des particules qui se comportaient comme des électrons mais se courbaient dans la direction opposée lorsqu'on leur appliquait un champ magnétique[44].

- En 1929 Chung-Yao Chao, à Caltech, note la présence d'électrons positifs (positrons)[46]

- En août 1932, découverte du positron Carl D. Anderson[47] (prix Nobel de physique en 1936)[48].

- En 1930, transmission de l'image d'un filament de lampe électrique par fibres de quartz Heinrich Lamm
- En 1930 vitesse de la lumière dans le vide
- Vers 1930, Microscope à contraste de phase
- En 1931, mise en évidence expérimentale du spin du photon (Râman et Bhagavantam)[49].

- 1931 : premier prototype de microscope électronique Ernst Ruska et Max Knoll[50]. (grossissait les objets de quatre cents fois).
- 1933, le microscope électronique dépasse la résolution d'un microscope optique, Ruska[50].
- En 1938, filtre polarisant, feuille H, Land, polymère de l'alcool polyvinylique (PVA) imbibée d'iode.
- En 1939, l'analyse du groupe de Poincaré effectuée par Wigner montra en effet qu'une particule est associée à un champ quantique, opérateur qui se transforme comme une représentation irréductible du groupe de Poincaré. Ces représentations irréductibles se classent par deux nombres réels positifs : la masse et le spin.
- En 1947, vitesse de la lumière par guide d'ondes Louis Essen
- En 1948, principe de l'holographie Dénes Gábor
- En 1948, Prisme de Glan-Taylor
- en 1950, technique du « pompage optique », (Alfred Kastler le prix Nobel de physique en 1966)
- années 1950, fibroscope flexible van Heel et Hopkins. (endoscopie).

### Deuxième moitié (1951-2000)

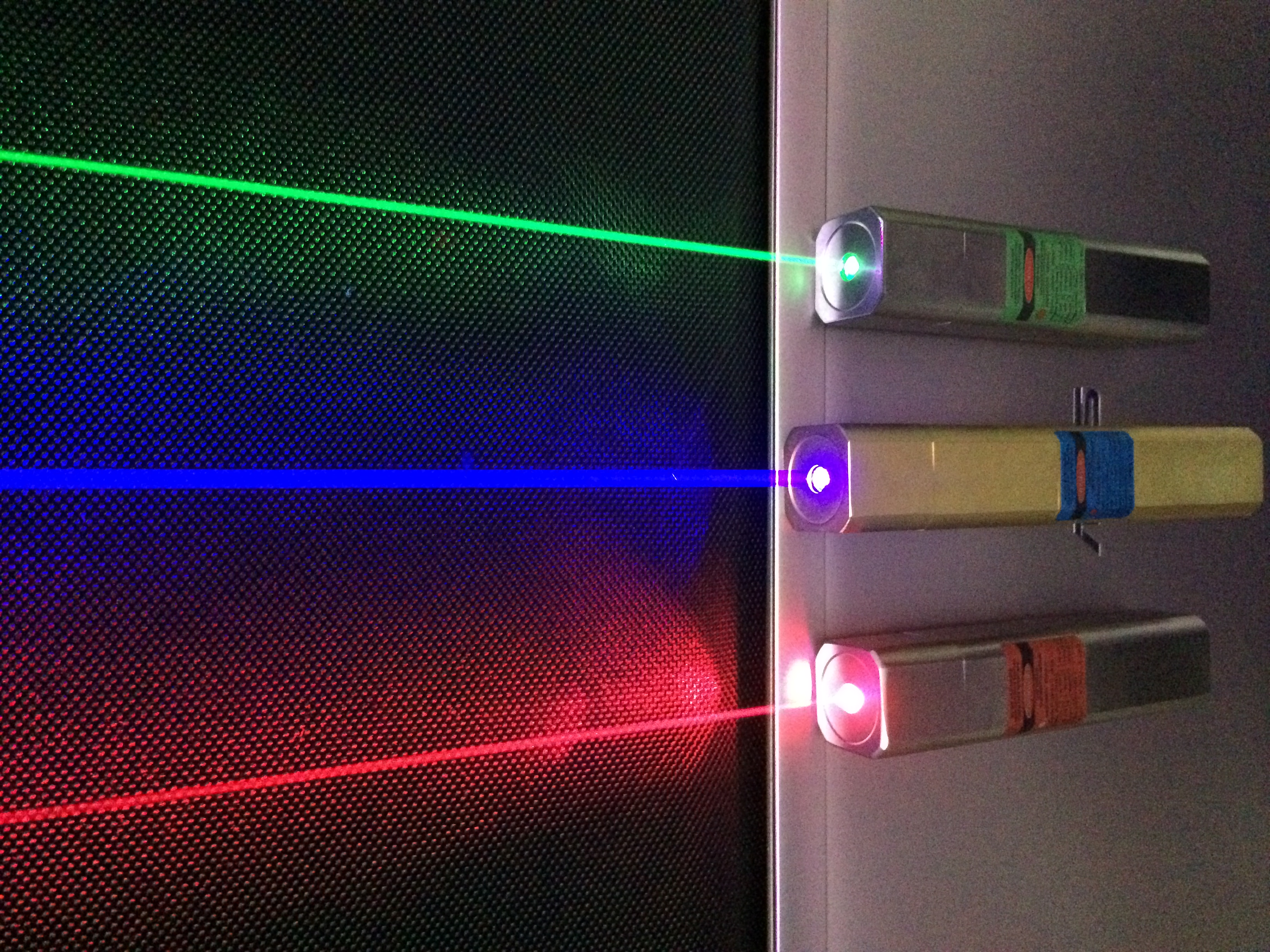
Laser rouge (635 nm), vert (520 nm) et bleu (445 nm)

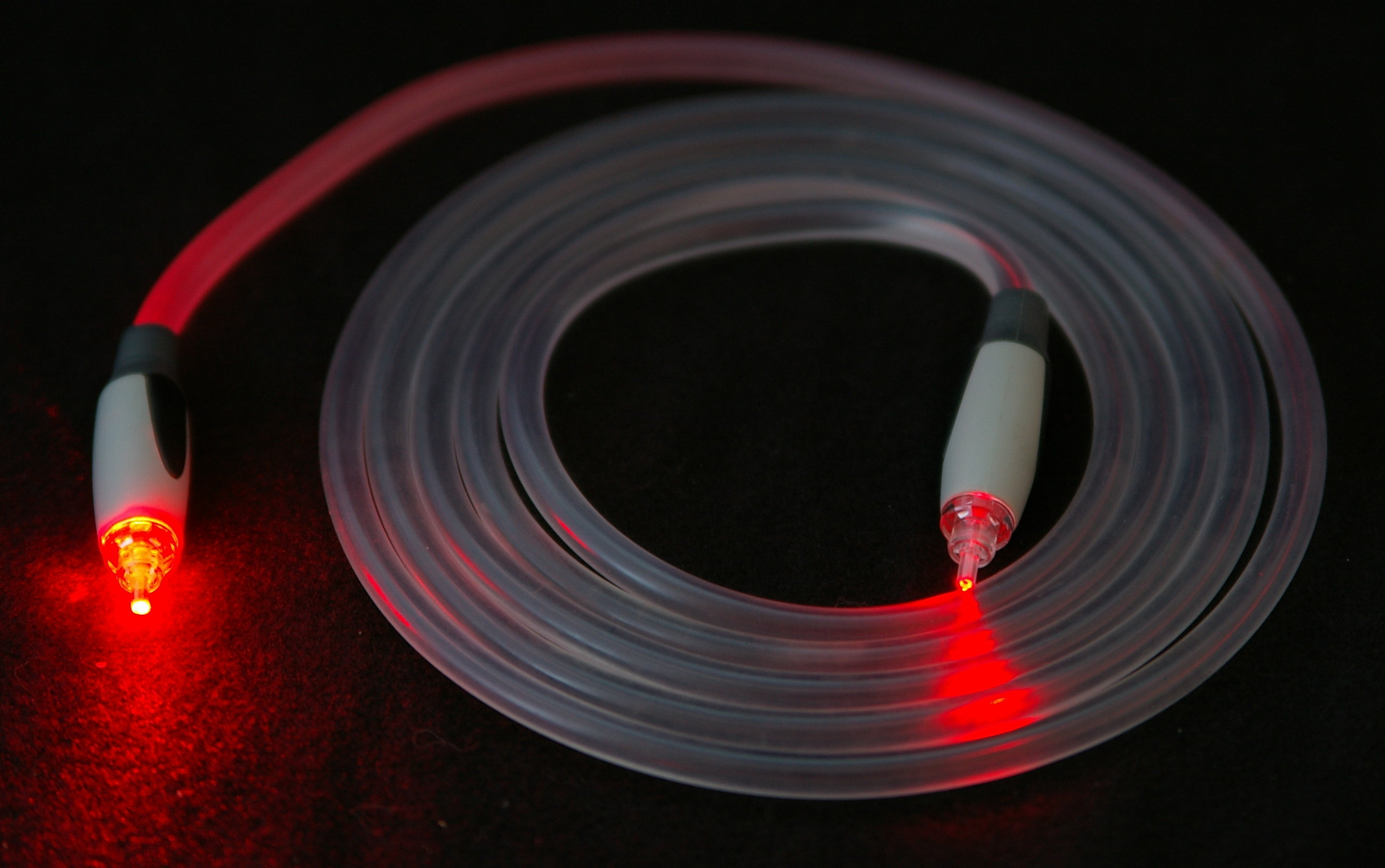
Une fibre optique moderne

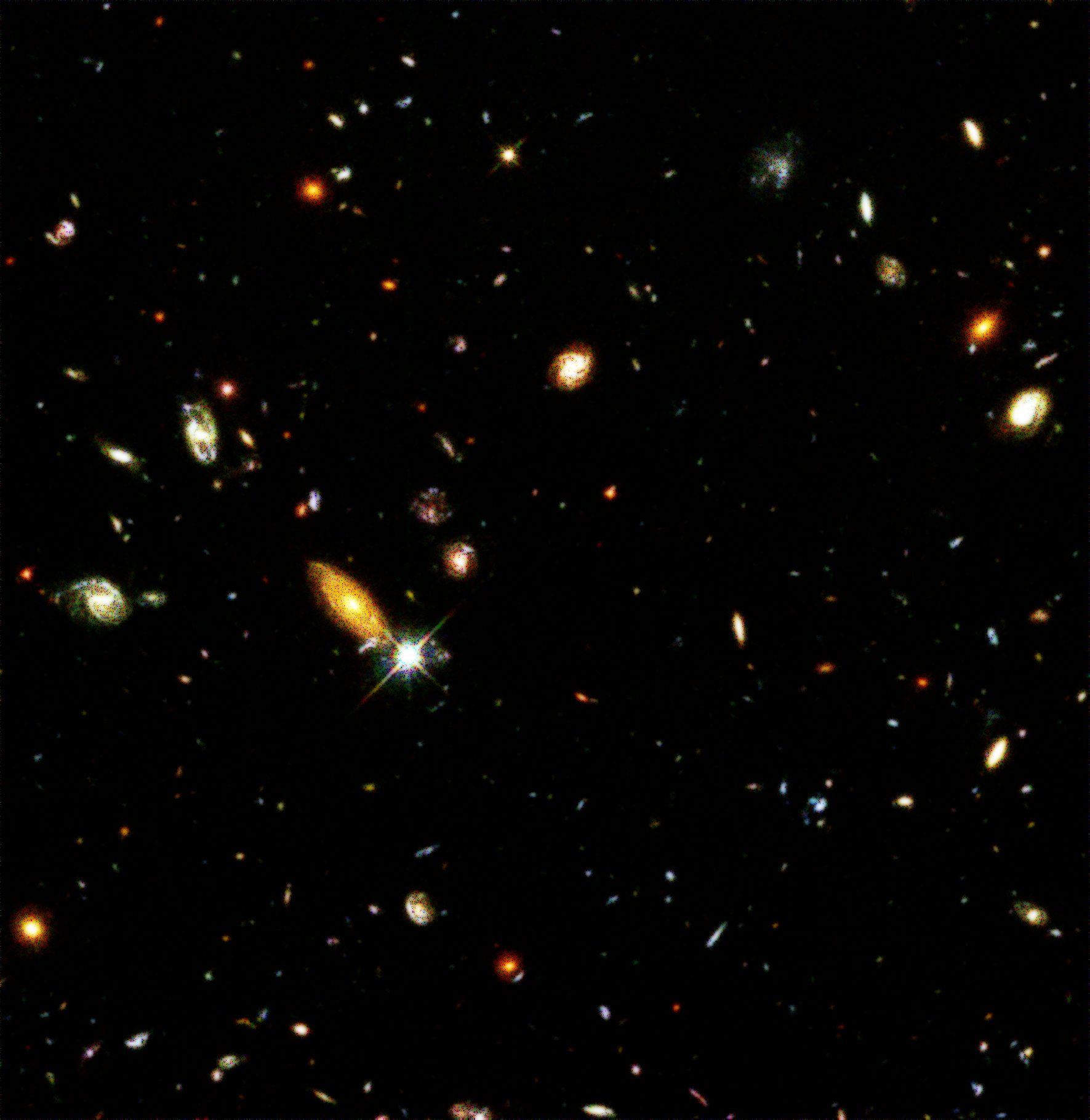
1995, Le Champ profond de Hubble (astronomie)

- Principe de l'émission stimulée (Einstein) (également décrit en 1951[51])
- En 1953, le maser, université Columbia par Charles Townes, James Gordon et Herbert Zeiger, ancêtre du laser.
- En 1955, prix Nobel de physique à Willis Eugene Lamb pour la découverte de la structure fine de l'hydrogène (expliquant les dédoublement de raies, par exemple pour le sodium)
- En 1957, le fibroscope (endoscope flexible médical) est inventé par Basil Hirschowitz aux États-Unis.
- Les télécommunications par fibre optique restèrent impossibles jusqu'à l'invention du laser en 1960.
- Les années soixante et soixante-dix voient les développements de la vision nocturne dans certains appareils militaires.
- En 1961, Génération de seconde harmonique par Peter Franken, A. E. Hill, C. W. Peters, et G. Weinreich université du Michigan, Ann Arbor.
- En 1964, Charles Kao, des Standard Telecommunications Laboratories, décrit le système de communication à longue distance et à faible perte par laser et fibre optique.
- En 1966, Georges Hockman, transmission d'information sur une grande distance sous forme de lumière grâce à la fibre optique. (première transmission de données par fibre optique). (rudimentaire par perte de phase)
- 1967, théorie des milieux dits « main gauche » ou à « indice de réfraction négatif (Victor Veselago)
- En 1970, Corning Glass Works de New York, Robert Maurer, Peter Schultz et Donald Keck, première fibre optique utilisable dans les réseaux de communication (vingt décibels par kilomètre) pour transporter 65 000 fois plus d'information qu'un simple câble de cuivre.
- En 1977, premier système de communication téléphonique optique installé au centre-ville de Chicago.
- En 1978, avec un laser la vitesse de la lumière est connue plus précisément que le mètre (mètre de 1960)[52]. La vitesse de la lumière est maintenant connue avec une meilleure précision que l’ancien mètre étalon.
- En 1982, application de la Génération de seconde harmonique comme technique spectroscopique pour les molecular monolayers adsorbed to surfaces par T. F. Heinz et Y. R. Shen[53]
- En 1983, redéfinition du mètre[54]
« Le mètre est la longueur du trajet parcouru dans le vide par la lumière pendant une durée de 1/299 792 458 seconde. »
Mesures précises de la vitesse de la lumière - métrologie - nouvelles définition du mètre
- 1987, dénomination Cristal photonique
- En 1996, première démonstration d'un cristal photonique bidimensionnel dans le spectre du visible (Thomas Krauss)[55].
- En 1998, les cristaux photoniques bidimensionnels sont utilisés sous la forme de fibres optiques à cristaux photoniques (Philip Russel).
- En 1999, Cuche et al. ont appliqué l'holographie numérique à la microscopie.
- Les ondes de matière (Einstein, De Broglie, Schrödinger, Heisenberg, Dirac, Bose, Fermi, etc.)
- Optique électronique (microscope)
- Optique de Fourier, optique métaxiale.

## Siècle courant
- diffusion Raman - Raman

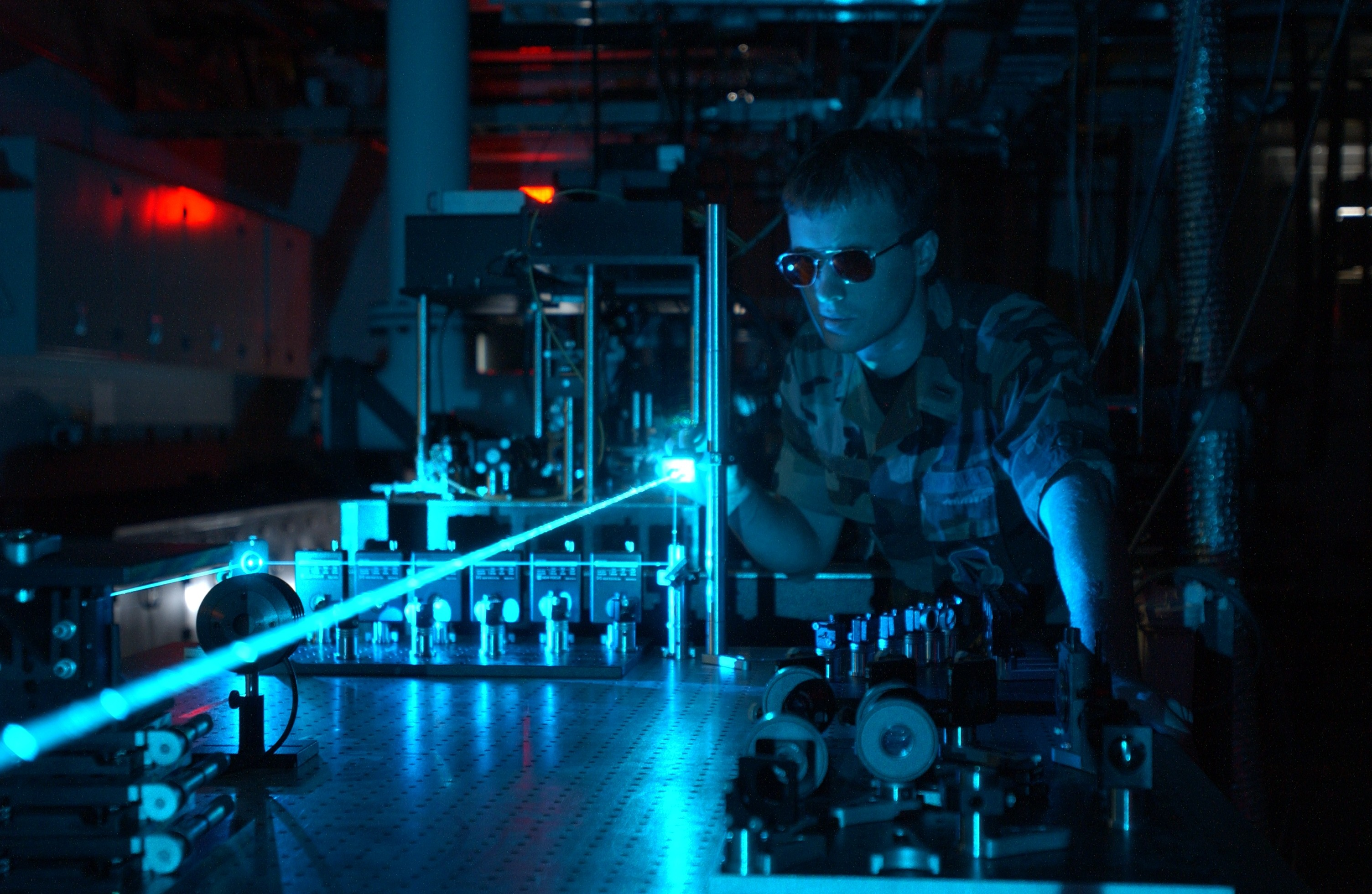
Laser bleu : faisceau de lumière quasi-monochromatique et cohérente.

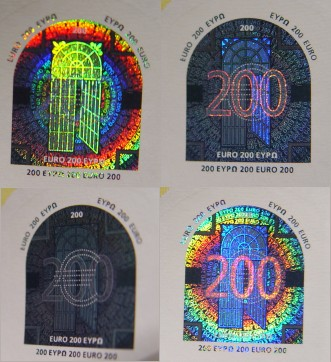
Hologramme sur un billet de 200 euros

- Pompage optique (Kastler) - maser, laser
- Apparition de nouvelles technologies : guides d'ondes ; fibres optiques ;
- polaroid
- Holographie
- optique non linéaire
- Optique quantique : photon, effet tunnel, etc.
- Métamatériaux
- Interférométrie.

Les techniques d'imagerie numérique (traitement d'images) sont également d'apparition récente et se situent à la frontière de l'optique.

### Chronologie
- En 2006, métamatériaux, John Pendry, de l'Imperial College
- En octobre 2011, généralisation des lois de la réflexion et de la réfraction[56]. (Modification de l'interface séparant les deux milieux de façon à introduire un déphasage sur le faisceau lumineux qui ne soit plus uniforme mais qui dépend de l'espace)
- En 2013 on découvre que certaines longueurs d'onde (au sein de la lumière que nous percevons comme bleue) endommagent certaines cellules pigmentaires du fond de l'œil humain.[réf. nécessaire]

### Date inconnue
- Mélange à quatre ondes